# Interrupce ve Slovinsku
Interrupce ve Slovinsku byly v současné podobě (ve Slovinsku a dalších bývalých jugoslávských republikách) legalizovány 7. října 1977.
Potrat je k dispozici na vyžádání u žen, jejichž těhotenství nepřesáhlo desátý týden. Nezletilé pro potrat potřebují souhlas rodičů, pokud již nejsou zplnomocněné a nevydělávají si na živobytí. Poté, co se Slovinsko stalo nezávislým na Jugoslávii, byla v roce 1992 provedena změna zákona o potratech, která lékařům umožňuje osvobodit se od provádění potratů, pokud z náboženských důvodů s touto praxí nesouhlasí.
V roce 2009 skončilo ve Slovinsku 18 % těhotenství potratem, což je pokles z maxima 41,6 % v roce 1982. V roce 2009 činila míra potratů 11,5 potratů na 1000 žen ve věku 15–44 let.
Mifepriston byl zaregistrován v roce 2013.